# AFC Champions League 2015
La AFC Champions League 2015 è stata la 34ª edizione della massima competizione calcistica per club dell'Asia. Il Western Sydney Wanderers è la squadra detentrice del titolo. Il torneo è iniziato il 4 febbraio e si è concluso il 21 novembre 2015 con la finale. Il Guangzhou Evergrande ha vinto il torneo e si è qualificato per la Coppa del mondo per club FIFA 2015.

## Regolamento
Il 25 gennaio 2014 l'AFC ha comunicato l'intenzione di allargare il numero di squadre partecipanti alla AFC Champions League. Il 16 aprile 2014 l'AFC ha ratificato questa decisione. Le federazioni partecipanti all'AFC Champions League sono organizzate in base alle prestazioni sia della squadra nazionale sia dei singoli club negli ultimi quattro anni in competizioni AFC. La distribuzione dei posti nelle qualificazioni e nei gironi per le edizioni 2015 e 2016 è determinato dal ranking 2014:
- le prime 24 federazioni membri (MAs) secondo il ranking 2014 sono qualificare loro squadre per la fase a gironi della AFC Champions League, se soddisfano i criteri della AFC Champions League;
- sia per la zona Est sia per la zona Ovest ci sono 12 posti a disposizione per la fase a gironi, con i restanti 4 posti occupati tramite playoff;
- le prime 6 federazioni sia lato Est sia lato Ovest qualificano loro squadre alla fase a gironi, mentre le restanti federazioni passano attraverso i playoff:
  - le prime 2 federazioni qualificano 3 squadre alla fase a gironi e 1 ai playoff;
  - la terza e la quarta federazione qualificano 2 squadre alla fase a gironi e 2 ai playoff;
  - la quinta federazione qualifica 1 squadra alla fase a gironi e 2 ai playoff;
  - la sesta federazione qualifica 1 squadra alla fase a gironi e 1 ai playoff;
  - dalla settima alla dodicesima federazione qualificano una squadra ai playoff.
- Il massimo numero di squadre per ciascuna federazione è un terzo del numero delle squadre partecipanti alla massima serie nazionale (per esempio, all'Australia spettano massimo tre posti poiché la A-League australiana è composta di sole nove squadre).

Il 28 novembre 2014 l'AFC ha reso noti il ranking e le regole di allocazione dei posti nella fase a gironi e nei playoff della AFC Champions League.
| Valutazione per la AFC Champions League 2015 | Valutazione per la AFC Champions League 2015 |
| -------------------------------------------- | -------------------------------------------- |
|                                              | Rispetta i criteri                           |
|                                              | Non rispetta i criteri                       |

| Rank   | Rank   | Federazione         | Punti  | Squadre       | Squadre  | Squadre         |          |
| Rank   | Rank   | Federazione         | Punti  | Fase a gironi | Play-off | Play-off        | Play-off |
| Zona   | Totale | Federazione         | Punti  | Fase a gironi | Play-off | Prelim. turno 2 |          |
| ------ | ------ | ------------------- | ------ | ------------- | -------- | --------------- | -------- |
| 1      | 2      | Arabia Saudita      | 88,268 | 3             | 1        | 0               |          |
| 2      | 3      | Iran                | 80,794 | 3             | 1        | 0               |          |
| 3      | 5      | Uzbekistan          | 62,272 | 3             | 1        | 0               |          |
| 4      | 7      | Emirati Arabi Uniti | 57,792 | 2             | 2        | 0               |          |
| 5      | 9      | Qatar               | 56,102 | 1             | 0        | 2               |          |
| 6      | 10     | Iraq                | 47,106 | 0             | 0        | 0               |          |
| 7      | 11     | Kuwait              | 45,225 | 0             | 0        | 1               |          |
| 8      | 12     | Giordania           | 44,309 | 0             | 0        | 1               |          |
| 9      | 14     | Oman                | 30,586 | 0             | 0        | 1               |          |
| 10     | 16     | Bahrain             | 25,547 | 0             | 0        | 1               |          |
| 11     | 17     | Libano              | 25,488 | 0             | 0        | 0               |          |
| 12     | 19     | Siria               | 22,883 | 0             | 0        | 0               |          |
| Totale | Totale | Totale              | Totale | 12            | 5        | 6               |          |
| Totale | Totale | Totale              | Totale | 12            | 11       |                 |          |

| Rank   | Rank   | Federazione   | Punti  | Squadre       | Squadre  | Squadre         | Squadre         |
| Rank   | Rank   | Federazione   | Punti  | Fase a gironi | Play-off | Play-off        | Play-off        |
| Zona   | Tot    | Federazione   | Punti  | Fase a gironi | Play-off | Prelim. turno 2 | Prelim. turno 1 |
| ------ | ------ | ------------- | ------ | ------------- | -------- | --------------- | --------------- |
| 1      | 1      | Corea del Sud | 94,866 | 3             | 1        | 0               | 0               |
| 2      | 4      | Giappone      | 77,107 | 3             | 1        | 0               | 0               |
| 3      | 6      | Australia     | 57,940 | 2             | 1        | 0               | 0               |
| 4      | 8      | Cina          | 57,660 | 2             | 1        | 1               | 0               |
| 5      | 13     | Thailandia    | 33,049 | 1             | 0        | 2               | 0               |
| 6      | 15     | Vietnam       | 27,753 | 1             | 0        | 1               | 0               |
| 7      | 18     | Indonesia     | 25,004 | 0             | 0        | 1               | 0               |
| 8      | 20     | Hong Kong     | 20,077 | 0             | 0        | 1               | 0               |
| 9      | 21     | Myanmar       | 18,282 | 0             | 0        | 0               | 1               |
| 10     | 22     | Malaysia      | 18,153 | 0             | 0        | 0               | 1               |
| 11     | 23     | India         | 16,756 | 0             | 0        | 0               | 1               |
| 12     | 24     | Singapore     | 16,097 | 0             | 0        | 0               | 1               |
| Totale | Totale | Totale        | Totale | 12            | 4        | 6               | 4               |
| Totale | Totale | Totale        | Totale | 12            | 14       |                 |                 |

## Squadre partecipanti
Partecipano alla competizione 49 squadre appartenenti a 21 federazioni.
| Squadra                                     | Metodo di Qualificazione                                                 | Pres.                                       | Ultima presenza                             |
| Qualificate alla fase a gironi (Gruppi A–D) | Qualificate alla fase a gironi (Gruppi A–D)                              | Qualificate alla fase a gironi (Gruppi A–D) | Qualificate alla fase a gironi (Gruppi A–D) |
| ------------------------------------------- | ------------------------------------------------------------------------ | ------------------------------------------- | ------------------------------------------- |
| Al-Nassr                                    | campione della Saudi Professional League 2013-2014                       | 2                                           | 2011                                        |
| Al-Shabab                                   | vincitore della King Cup of Champions 2014                               | 9                                           | 2014                                        |
| Al-Hilal                                    | 2º posto in Saudi Professional League 2013-2014                          | 11                                          | 2014                                        |
| Foolad                                      | campione della Persian Gulf Cup 2013-2014                                | 3                                           | 2014                                        |
| Tractor Sazi                                | vincitore della Hazfi Cup 2013-2014                                      | 3                                           | 2014                                        |
| Persepolis                                  | 2º posto in Iran Pro League 2013-2014                                    | 5                                           | 2012                                        |
| Pakhtakor                                   | campione della Oʻzbekiston Professional Futbol Ligasi 2014               | 12                                          | 2013                                        |
| Lokomotiv Tashkent                          | vincitore della Coppa dell'Uzbekistan 2014                               | 3                                           | 2014                                        |
| Nasaf Qarshi                                | 3º posto in Oʻzbekiston Professional Futbol Ligasi 2014                  | 3                                           | 2014                                        |
| Al-Ahli                                     | campione della UAE Arabian Gulf League 2013-2014                         | 6                                           | 2014                                        |
| Al-Ain                                      | vincitore della Coppa del Presidente degli Emirati Arabi Uniti 2013-2014 | 10                                          | 2014                                        |
| Lekhwiya                                    | campione della Qatar Stars League 2013-2014                              | 4                                           | 2014                                        |
| Qualificate ai playoff                      |                                                                          |                                             |                                             |
| Turno playoff                               |                                                                          |                                             |                                             |
| Al-Ahli                                     | 3º posto in Saudi Professional League 2013-2014                          | 7                                           | 2013                                        |
| Naft Tehran                                 | 3º posto in Iran Pro League 2013-2014                                    | 1                                           | -                                           |
| Bunyodkor                                   | 4º posto in Oʻzbekiston Professional Futbol Ligasi 2014                  | 8                                           | 2014                                        |
| Al-Wahda                                    | 2º posto in UAE Arabian Gulf League 2013-2014                            | 7                                           | 2011                                        |
| Al-Jazira                                   | 3º posto in UAE Arabian Gulf League 2013-2014                            | 7                                           | 2014                                        |
| Secondo turno preliminare                   |                                                                          |                                             |                                             |
| Al-Sadd                                     | vincitore della Emir of Qatar Cup 2014                                   | 10                                          | 2014                                        |
| Al-Jaish                                    | 2º posto in Qatar Stars League 2013-2014                                 | 3                                           | 2014                                        |
| Al-Qadisiya                                 | campione della Kuwait Premier League 2013-2014                           | 5                                           | 2014                                        |
| Al-Wehdat                                   | campione della Jordan League 2013-2014                                   | 2                                           | 2002–03                                     |
| Al-Nahda                                    | campione della Oman League 2013-2014                                     | 1                                           | -                                           |
| Al-Riffa                                    | campione della Bahrein First Division League 2013-2014                   | 2nd                                         | 2004                                        |

| Squadra                                     | Metodo di qualificazione                                                            | Pres.                                       | Ultima presenza                             |
| Qualificate alla fase a gironi (Gruppi E–H) | Qualificate alla fase a gironi (Gruppi E–H)                                         | Qualificate alla fase a gironi (Gruppi E–H) | Qualificate alla fase a gironi (Gruppi E–H) |
| ------------------------------------------- | ----------------------------------------------------------------------------------- | ------------------------------------------- | ------------------------------------------- |
| Jeonbuk Hyundai                             | campione della K League Classic 2014                                                | 9                                           | 2014                                        |
| Seongnam FC                                 | vincitore della Coppa della Corea del Sud 2014                                      | 6                                           | 2012                                        |
| Suwon Samsung Bluewings                     | 2º posto in K League Classic 2014                                                   | 6                                           | 2013                                        |
| Gamba Osaka                                 | campione della J. League Division 1 2014 vincitore della Coppa dell'Imperatore 2014 | 7                                           | 2012                                        |
| Urawa Red Diamonds                          | 2º posto in J. League Division 1 2014                                               | 4                                           | 2013                                        |
| Kashima Antlers                             | 3º posto in J. League Division 1 2014                                               | 6                                           | 2011                                        |
| Brisbane Roar                               | 1º posto in A-League 2013-2014 vincitore della A-League 2013-2014#Finals series     | 3                                           | 2013                                        |
| Western Sydney Wanderers                    | 2º posto in A-League 2013-2014                                                      | 2                                           | 2014                                        |
| Guangzhou Evergrande                        | campione della Chinese Super League 2014                                            | 4                                           | 2014                                        |
| Shandong Luneng Taishan                     | vincitore della Coppa della Cina 2014                                               | 7                                           | 2014                                        |
| Buriram United                              | campione della Thai Premier League 2014                                             | 5                                           | 2014                                        |
| Becamex Bình Dương                          | campione della V League 1 2014                                                      | 2                                           | 2008                                        |
| Qualificate ai playoff                      |                                                                                     |                                             |                                             |
| Turno playoff                               |                                                                                     |                                             |                                             |
| FC Seoul                                    | 3º posto in K League Classic 2014                                                   | 5                                           | 2014                                        |
| Kashiwa Reysol                              | 4º posto in J. League Division 1 2014                                               | 3                                           | 2013                                        |
| Central Coast Mariners                      | 3º posto in A-League 2013-2014                                                      | 5                                           | 2014                                        |
| Beijing Guoan                               | 2º posto in Chinese Super League 2014                                               | 7                                           | 2014                                        |
| Secondo turno preliminare                   |                                                                                     |                                             |                                             |
| Guangzhou R&F                               | 3º posto in Chinese Super League 2014                                               | 1                                           | -                                           |
| Bangkok Glass                               | vincitore della Thai FA Cup 2014                                                    | 4                                           | 2008                                        |
| Chonburi                                    | 2º posto in Thai Premier League 2014                                                | 4                                           | 2014                                        |
| Hà Nội T&T                                  | 2º posto in V League 1 2014                                                         | 2                                           | 2014                                        |
| Persib                                      | campione della Indonesia Super League 2014                                          | 1                                           | -                                           |
| Kitchee                                     | campione della Hong Kong Premier League 2013-2014                                   | 1                                           | -                                           |
| Primo turno preliminare                     |                                                                                     |                                             |                                             |
| Yadanarbon                                  | campione della Myanmar National League 2014                                         | 1                                           | -                                           |
| Johor                                       | campione della Malaysia Super League 2014                                           | 1                                           | -                                           |
| Bengaluru FC                                | campione della I-League 2013-2014                                                   | 1                                           | -                                           |
| Warriors                                    | campione della S.League 2014                                                        | 3                                           | 2010                                        |

## Calendario
Calendario delle partite per la stagione 2015.
| Fase          | Round            | Data sorteggio                            | Prima partita         | Seconda partita        |
| ------------- | ---------------- | ----------------------------------------- | --------------------- | ---------------------- |
| Play-off      | Primo turno      |                                           | 4 febbraio 2015       | 4 febbraio 2015        |
| Play-off      | Secondo turno    | 10 febbraio 2015                          | 10 febbraio 2015      |                        |
| Play-off      | Terzo turno      | 17 febbraio 2015                          | 17 febbraio 2015      |                        |
| Fase a gironi | 1ª giornata      | 11 dicembre 2014 (Kuala Lumpur, Malaysia) | 24 - 25 febbraio 2015 | 24 - 25 febbraio 2015  |
| Fase a gironi | 2ª giornata      | 11 dicembre 2014 (Kuala Lumpur, Malaysia) | 3 - 4 marzo 2015      | 3 - 4 marzo 2015       |
| Fase a gironi | 3ª giornata      | 11 dicembre 2014 (Kuala Lumpur, Malaysia) | 17 - 18 marzo 2015    | 17 - 18 marzo 2015     |
| Fase a gironi | 4ª giornata      | 11 dicembre 2014 (Kuala Lumpur, Malaysia) | 7 - 8 aprile 2015     | 7 - 8 aprile 2015      |
| Fase a gironi | 5ª giornata      | 11 dicembre 2014 (Kuala Lumpur, Malaysia) | 21 - 22 aprile 2015   | 21 - 22 aprile 2015    |
| Fase a gironi | 6ª giornata      | 11 dicembre 2014 (Kuala Lumpur, Malaysia) | 5 - 6 maggio 2015     | 5 - 6 maggio 2015      |
| Fase finale   | Ottavi di finale | 11 dicembre 2014 (Kuala Lumpur, Malaysia) | 19 - 20 maggio 2015   | 26 - 27 maggio 2015    |
| Fase finale   | Quarti di finale |                                           | 25 - 26 agosto 2015   | 15 - 16 settembre 2015 |
| Fase finale   | Semifinali       | 29 - 30 settembre 2015                    | 20 - 21 ottobre 2015  |                        |
| Fase finale   | Finale           | 7 novembre 2015                           | 21 novembre 2015      |                        |

## Play-Off

### Primo turno preliminare
| Squadra 1      | Risultato         | Squadra 2      |
| Asia Orientale | Asia Orientale    | Asia Orientale |
| -------------- | ----------------- | -------------- |
| Yadanarbon     | 1 - 1 (5 – 6 dtr) | Warriors       |
| Johor          | 2 - 1 (dts)       | Bengaluru      |

### Secondo turno preliminare
| Squadra 1        | Risultato           | Squadra 2        |
| Asia Occidentale | Asia Occidentale    | Asia Occidentale |
| ---------------- | ------------------- | ---------------- |
| Al-Qadisiya      | 1 - 0               | Al-Wehdat        |
| Al-Jaish         | 2 - 1               | Al-Nahda         |
| Al-Sadd          | 0 - 0 (11 – 10 dtr) | Al-Riffa         |
| Asia Orientale   |                     |                  |
| Hà Nội T&T       | 4 - 0               | Persib Bandung   |
| Chonburi         | 4 - 1               | Kitchee          |
| Guangzhou R&F    | 3 - 0               | Warriors         |
| Bangkok Glass    | 3 - 0               | Johor            |

### Turno play-off
| Squadra 1              | Risultato         | Squadra 2        |
| Asia Occidentale       | Asia Occidentale  | Asia Occidentale |
| ---------------------- | ----------------- | ---------------- |
| Al-Ahli                | 2 - 1 (dts)       | Al-Qadisiya      |
| Naft Tehran            | 1 - 0             | Al-Jaish         |
| Bunyodkor              | 2 - 1             | Al-Jazira        |
| Al-Wahda               | 4 - 4 (4 – 5 dtr) | Al-Sadd          |
| Asia Orientale         |                   |                  |
| FC Seoul               | 7 - 0             | Hà Nội T&T       |
| Kashiwa Reysol         | 3 - 2 (dts)       | Chonburi         |
| Central Coast Mariners | 1 - 3             | Guangzhou R&F    |
| Beijing Guoan          | 3 - 0             | Bangkok Glass    |

## Fase a gironi
Le 32 squadre qualificate sono state sorteggiate in 8 gironi da 4 squadre ciascuno. Squadre della stessa federazione non possono essere inserite nello stesso girone. In ogni girone ogni squadra affronta le altre due volte, una in casa e l'altra in trasferta, per un totale di 6 partite a testa.

### Girone A
| Squadra    | P.ti | G | V | P | S | GF | GS | DG |
| ---------- | ---- | - | - | - | - | -- | -- | -- |
| Lekhwiya   | 13   | 6 | 4 | 1 | 1 | 9  | 5  | +4 |
| Persepolis | 12   | 6 | 4 | 0 | 2 | 7  | 7  | 0  |
| Al-Nassr   | 8    | 6 | 2 | 2 | 2 | 7  | 6  | +1 |
| Bunyodkor  | 1    | 6 | 0 | 1 | 5 | 2  | 7  | -5 |

|            | BUN   | LEK   | NAS   | PER   |
| ---------- | ----- | ----- | ----- | ----- |
| Bunyodkor  |       | 0 – 1 | 0 – 1 | 0 – 1 |
| Lekhwiya   | 1 – 0 |       | 1 – 1 | 3 – 0 |
| Al-Nassr   | 1 – 1 | 1 – 3 |       | 3 – 0 |
| Persepolis | 2 – 1 | 3 – 0 | 1 – 0 |       |

### Girone B
| Squadra     | P.ti | G | V | P | S | GF | GS | DG |
| ----------- | ---- | - | - | - | - | -- | -- | -- |
| Al-Ain      | 12   | 6 | 3 | 3 | 0 | 7  | 2  | +5 |
| Naft Tehran | 8    | 6 | 2 | 2 | 2 | 8  | 8  | 0  |
| Pakhtakor   | 6    | 6 | 1 | 3 | 2 | 6  | 8  | -2 |
| Al-Shabab   | 5    | 6 | 1 | 2 | 3 | 5  | 8  | -3 |

|             | ALA   | NAT   | PAK   | SHA   |
| ----------- | ----- | ----- | ----- | ----- |
| Al-Ain      |       | 3 – 0 | 1 – 1 | 0 – 0 |
| Naft Tehran | 1 – 1 |       | 1 – 1 | 2 – 1 |
| Pakhtakor   | 0 – 1 | 2 – 1 |       | 0 – 2 |
| Al-Shabab   | 0 – 1 | 0 – 3 | 2 – 2 |       |

### Girone C
| Squadra            | P.ti | G | V | P | S | GF | GS | DG |
| ------------------ | ---- | - | - | - | - | -- | -- | -- |
| Al-Hilal           | 13   | 6 | 4 | 1 | 1 | 9  | 4  | +5 |
| Al-Sadd            | 10   | 6 | 3 | 1 | 2 | 9  | 9  | 0  |
| Foolad             | 6    | 6 | 1 | 3 | 2 | 2  | 4  | -2 |
| Lokomotiv Tashkent | 4    | 6 | 1 | 1 | 4 | 10 | 13 | -3 |

|              | FOO   | HIL   | LOK   | SAD   |
| ------------ | ----- | ----- | ----- | ----- |
| Foolad       |       | 0 – 0 | 1 – 0 | 0 – 0 |
| Al-Hilal     | 2 – 0 |       | 3 – 1 | 2 – 1 |
| Lokomotiv T. | 1 – 1 | 1 – 2 |       | 5 – 0 |
| Al-Sadd      | 1 – 0 | 1 – 0 | 6 – 2 |       |

### Girone D
| Squadra      | P.ti | G | V | P | S | GF | GS | DG |
| ------------ | ---- | - | - | - | - | -- | -- | -- |
| Al-Ahli      | 12   | 6 | 3 | 3 | 0 | 11 | 7  | +4 |
| Al-Ahli      | 8    | 6 | 2 | 2 | 2 | 8  | 8  | 0  |
| Nasaf Qarshi | 8    | 6 | 2 | 2 | 2 | 5  | 5  | 0  |
| Tractor Sazi | 4    | 6 | 1 | 1 | 4 | 7  | 11 | -4 |

|              | AH(A) | AH(E) | NAQ   | TRS   |
| ------------ | ----- | ----- | ----- | ----- |
| Al-Ahli (A)  |       | 2 – 1 | 2 – 1 | 2 – 0 |
| Al-Ahli (E)  | 3 – 3 |       | 0 – 0 | 3 – 2 |
| Nasaf Qarshi | 0 – 0 | 0 – 1 |       | 2 – 1 |
| Tractor Sazi | 2 – 2 | 1 – 0 | 1 – 2 |       |

### Girone E
| Squadra                 | P.ti | G | V | P | S | GF | GS | DG |
| ----------------------- | ---- | - | - | - | - | -- | -- | -- |
| Kashiwa Reysol          | 11   | 6 | 3 | 2 | 1 | 14 | 9  | +5 |
| Jeonbuk Hyundai         | 11   | 6 | 3 | 2 | 1 | 14 | 6  | +8 |
| Shandong Luneng Taishan | 7    | 6 | 2 | 1 | 3 | 13 | 17 | -4 |
| Becamex Bình Dương      | 4    | 6 | 1 | 1 | 4 | 6  | 15 | -9 |

|                 | BBD   | JHM   | KAR   | SLT   |
| --------------- | ----- | ----- | ----- | ----- |
| Becamex         |       | 1 – 1 | 1 – 0 | 2 – 3 |
| Jeonbuk Hyundai | 3 – 0 |       | 0 – 0 | 4 – 1 |
| Kashiwa Reysol  | 5 – 1 | 3 – 2 |       | 2 – 1 |
| Shandong L.     | 3 – 1 | 1 – 4 | 4 – 4 |       |

### Girone F
| Squadra        | P.ti | G | V | P | S | GF | GS | DG  |
| -------------- | ---- | - | - | - | - | -- | -- | --- |
| Gamba Osaka    | 10   | 6 | 3 | 1 | 2 | 10 | 7  | +3  |
| Seongnam FC    | 10   | 6 | 3 | 1 | 2 | 7  | 5  | +2  |
| Buriram United | 10   | 6 | 3 | 1 | 2 | 12 | 7  | +5  |
| Guangzhou R&F  | 4    | 6 | 1 | 1 | 4 | 3  | 13 | -10 |

|                | BUR   | GAM   | GUA   | SEO   |
| -------------- | ----- | ----- | ----- | ----- |
| Buriram United |       | 1 – 2 | 5 – 0 | 2 – 1 |
| Gamba Osaka    | 1 – 1 |       | 0 – 2 | 2 – 1 |
| Guangzhou R&F  | 1 – 2 | 0 – 5 |       | 0 – 1 |
| Seongnam FC    | 2 – 1 | 2 – 0 | 0 – 0 |       |

### Girone G
| Squadra            | P.ti | G | V | P | S | GF | GS | DG |
| ------------------ | ---- | - | - | - | - | -- | -- | -- |
| Beijing Guoan      | 11   | 6 | 3 | 2 | 1 | 6  | 3  | +3 |
| Suwon S.B.         | 11   | 6 | 3 | 2 | 1 | 11 | 8  | +3 |
| Brisbane Roar      | 7    | 6 | 2 | 1 | 3 | 7  | 9  | -2 |
| Urawa Red Diamonds | 4    | 6 | 1 | 1 | 4 | 5  | 9  | -4 |

|               | BEG   | BRR   | SSB   | URD   |
| ------------- | ----- | ----- | ----- | ----- |
| Beijing Guoan |       | 0 – 1 | 1 – 0 | 2 – 0 |
| Brisbane Roar | 0 – 1 |       | 3 – 3 | 1 – 2 |
| Suwon S.B.    | 1 – 1 | 3 – 1 |       | 2 – 1 |
| Urawa R.D.    | 1 – 1 | 0 – 1 | 1 – 2 |       |

### Girone H
| Squadra              | P.ti | G | V | P | S | GF | GS | DG |
| -------------------- | ---- | - | - | - | - | -- | -- | -- |
| Guangzhou Evergrande | 10   | 6 | 3 | 1 | 2 | 9  | 9  | 0  |
| FC Seoul             | 9    | 6 | 2 | 3 | 1 | 5  | 4  | +1 |
| Western Sydney W.    | 8    | 6 | 2 | 2 | 2 | 9  | 7  | +2 |
| Kashima Antlers      | 6    | 6 | 2 | 0 | 4 | 10 | 13 | -3 |

|                 | GUE   | KAS   | SEO   | WSW   |
| --------------- | ----- | ----- | ----- | ----- |
| Guangzhou Ever. |       | 4 – 3 | 1 – 0 | 0 – 2 |
| Kashima Antlers | 2 – 1 |       | 2 – 3 | 1 – 3 |
| FC Seoul        | 0 – 0 | 1 – 0 |       | 0 – 0 |
| Western S.W.    | 2 – 3 | 1 – 2 | 1 – 1 |       |

## Fase a eliminazione diretta
I turni della fase a eliminazione diretta prevedono partite di andata e ritorno.

### Ottavi di finale
Le partite di andata si giocheranno tra il 19 e il 20 maggio 2015, quelle di ritorno tra il 26 e il 27 maggio. Le squadre prime classificate dei gironi giocano in casa la partita di ritorno.
| Squadra 1               | Totale           | Squadra 2            | Andata           | Ritorno          |
| Asia Occidentale        | Asia Occidentale | Asia Occidentale     | Asia Occidentale | Asia Occidentale |
| ----------------------- | ---------------- | -------------------- | ---------------- | ---------------- |
| Al-Sadd                 | 3 – 4            | Lekhwiya             | 1 – 2            | 2 – 2            |
| Persepolis              | 1 – 3            | Al-Hilal             | 1 – 0            | 0 – 3            |
| Al-Ahli                 | 3 – 3 (gfc)      | Al-Ain               | 0 – 0            | 3 – 3            |
| Naft Tehran             | 2 – 2 (gfc)      | Al-Ahli              | 1 – 0            | 1 – 2            |
| Asia Orientale          |                  |                      |                  |                  |
| Suwon Samsung Bluewings | 4 – 4 (gfc)      | Kashiwa Reysol       | 2 – 3            | 2 – 1            |
| Jeonbuk Hyundai         | 2 – 1            | Beijing Guoan        | 1 – 1            | 1 – 0            |
| FC Seoul                | 3 – 6            | Gamba Osaka          | 1 – 3            | 2 – 3            |
| Seongnam FC             | 2 – 3            | Guangzhou Evergrande | 2 – 1            | 0 – 2            |

### Quarti di finale
Le partite di andata si sono giocate tra il 25 e il 26 agosto 2015, quelle di ritorno tra il 15 e il 16 settembre.
| Squadra 1        | Totale           | Squadra 2            | Andata           | Ritorno          |
| Asia Occidentale | Asia Occidentale | Asia Occidentale     | Asia Occidentale | Asia Occidentale |
| ---------------- | ---------------- | -------------------- | ---------------- | ---------------- |
| Al-Hilal         | 6 – 3            | Lekhwiya             | 4 – 1            | 2 – 2            |
| Naft Tehran      | 1 – 3            | Al-Ahli              | 0 – 1            | 1 – 2            |
| Asia Orientale   |                  |                      |                  |                  |
| Kashiwa Reysol   | 2 – 4            | Guangzhou Evergrande | 1 – 3            | 1 – 1            |
| Jeonbuk Hyundai  | 2 – 3            | Gamba Osaka          | 0 – 0            | 2 – 3            |

### Semifinali
Le partite di andata si sono giocate tra il 29 e il 30 settembre 2015, quelle di ritorno tra il 20 e il 21 ottobre.
| Squadra 1            | Totale           | Squadra 2        | Andata           | Ritorno          |
| Asia Occidentale     | Asia Occidentale | Asia Occidentale | Asia Occidentale | Asia Occidentale |
| -------------------- | ---------------- | ---------------- | ---------------- | ---------------- |
| Al-Hilal             | 3 – 4            | Al-Ahli          | 1 – 1            | 2 – 3            |
| Asia Orientale       |                  |                  |                  |                  |
| Guangzhou Evergrande | 2 – 1            | Gamba Osaka      | 2 – 1            | 0 – 0            |

### Finale
La partita di andata si è giocata il 7 novembre 2015, quella di ritorno il 21 novembre.
| Squadra 1 | Totale | Squadra 2            | Andata | Ritorno |
| --------- | ------ | -------------------- | ------ | ------- |
| Al-Ahli   | 0 – 1  | Guangzhou Evergrande | 0 – 0  | 0 – 1   |

## Statistiche

### Classifica marcatori
Fonte:Sito ufficiale
| Gol |  |  | Giocatore       | Squadra                |
| --- |  |  | --------------- | ---------------------- |
| 8   |  |  | Ricardo Goulart | Guangzhou Evergrande   |
| 6   |  |  | Ahmed Khalil    | Al-Ahli                |
| 6   |  |  | Yang Xu         | Shandong Luneng        |
| 5   |  |  | Omar Al Soma    | Al-Ahli                |
| 5   |  |  | Asamoah Gyan    | Al-Ain                 |
| 5   |  |  | Youssef Msakni  | Lekhwiya               |
| 4   |  |  | Carlos Eduardo  | Al-Hilal               |
| 4   |  |  | Diogo           | Buriram United         |
| 4   |  |  | Éverton Ribeiro | Al-Hilal               |
| 4   |  |  | Lee Dong-gook   | Jeonbuk Hyundai Motors |
| 4   |  |  | Lima            | Al-Hilal               |
| 4   |  |  | Masato Kudō     | Kashiwa Reysol         |
| 4   |  |  | Patric          | Gamba Osaka            |
| 4   |  |  | Takashi Usami   | Gamba Osaka            |